# Силва, Фабиу (футболист, 2002)
Фа́биу Даниэ́л Суа́реш Си́лва (порт. Fábio Daniel Soares Silva; родился 19 июля 2002) — португальский футболист, нападающий английского клуба «Вулверхэмптон Уондерерс» и молодежной сборной Португалии. Выступает на правах аренды за клуб «Лас-Пальмас».

## Клубная карьера
Уроженец Гондомара, округ Порту, Фабиу Силва начал карьеру в академии клуба »Порту» в 2010 году. В 2015 году стал игроком академии «Бенфики», но через два года вернулся в «Порту».
10 августа 2019 года дебютировал в Примейре Португалии, выйдя на замену в матче против клуба «Жил Висенте». 27 октября 2019 года забил свой первый гол за «Порту» в матче чемпионата Португалии против «Фамаликана».
5 сентября 2020 года перешёл в английский клуб «Вулверхэмптон Уондерерс» за 35 млн фунтов. Трансфер 18-летнего игрока стал самым дорогим приобретением в истории клуба. 17 сентября 2020 года дебютировал в основном составе «волков» в матче Кубка Английской футбольной лиги против «Сток Сити». 21 декабря 2020 года забил свой первый гол за клуб в матче Премьер-лиги против «Бернли», заработав и реализовав одиннадцатиметровый удар на 89-й минуте. В возрасте 18 лет и 155 дней он стал самым молодым автором гола «Вулверхэмптон Уондерерс» в Премьер-лиге.
19 июля 2022 года отправился в аренду в бельгийский клуб «Андерлехт» до конца сезона 2022/23. 24 июля 2022 года забил в своей дебютной игре за «Андерлехт» в матче против «Остенде». 25 января 2023 года арендное соглашение с «Андерлехтом» было расторгнуто, после чего Силва отправился в аренду в нидерландский клуб ПСВ до конца сезона 2022/23.

## Карьера в сборной
Выступал за сборные Португалии до 15, до 16, до 17 и до 19 лет и до 21 года.

## Личная жизнь
Отец Фабиу, Жорже, был опорным полузащитником и выиграл чемпионский титул сезона 2000/01 в составе «Боавишты», а также провёл два матча за национальную сборную.

## Достижения
ПСВ
- Обладатель Кубка Нидерландов: 2022/23